# Konrad Thiel
Konrad Thiel (* 21. September 1980) ist ein US-amerikanischer Biathlet.
Konrad Thiel lebt in Salt Lake City, studierte an der University of Utah und startet für Utah Nordic. Er ist mit Jacquelyn Thiel verheiratet. Während seines Studiums war er auf universitärer Ebene als Freistil-Schwimmer aktiv. In der Saison 2009/10 belegte er in der Gesamtwertung des Biathlon-NorAm-Cup den 21. Platz.
Bei den Nordamerikanischen Meisterschaften im Biathlon 2010 in Fort Kent wurde Thiel mit sechs Fehlern Neunter des Sprints und mit fünf Fehlern ebenfalls Neunter des Verfolgungsrennens. Im Massenstartrennen erreichte er mit elf Fehlern den 14. Platz. In der Gesamtwertung des Biathlon-NorAm-Cups 2010/11 verpasste er als Elfter nur um einen Rang die besten Zehn. Jahreshöhepunkt wurden die Nordamerikanischen Meisterschaften im Biathlon 2011 in Whistler, bei denen Thiel erneut mit sechs Fehlern im Sprint schloss und Siebter wurde, mit sieben Fehlern den sechsten Rang im Verfolger erreichte und im Massenstartrennen Achter wurde.

## Belege
1. ↑   Sprintresultate (Memento vom 13. Februar 2014 im Internet Archive) (PDF; 166 kB), Verfolgungsrennen (Memento vom 13. Februar 2014 im Internet Archive) (PDF; 135 kB) und Resultate Massenstart (Memento vom 13. Februar 2014 im Internet Archive) (PDF; 136 kB)

| Personendaten    | Personendaten              |
| ---------------- | -------------------------- |
| NAME             | Thiel, Konrad              |
| KURZBESCHREIBUNG | US-amerikanischer Biathlet |
| GEBURTSDATUM     | 21. September 1980         |